# 黒田辰男
黒田 辰男（くろだ たつお、1902年7月20日 - 1992年12月22日）は、日本のロシア文学者、早稲田大学名誉教授。

## 経歴
1902年、大阪府生まれ。早稲田大学文学部を卒業。駐日ソ連大使館に勤務。
戦後の1946年、母校である早稲田大学教授に着任。1960年「ロシヤ・シンボリズム詩文学の成立過程」を早稲田大学に提出して文学博士号を取得。1962年に雑誌『ソヴェート文学』を創刊。1973年に早稲田大学を定年退任し、名誉教授となった。

## 著書
- ロシア文学史 創芸社 1948
- 青春より結婚へ トルストイの愛情生活 創芸社 1950
- ソヴェート文学 作家とその作品 門脇書店 1955 (新書ミール)
- ソ連365日 講談社 1961 (ミリオン・ブックス)
- ロシヤ・シンボリズム詩文学の成立過程 理想社 1966

編
- 世界文学鑑賞辞典 第4 ロシア・ソヴエト編 東京堂 1962

## 翻訳
- 秋の胡弓 イリヤ・スルグーチェフ 新潮社 1924 (海外文学新選)
- 処女の恋 ツルゲーネフ 聚芳閣 1925 (泰西叙事詩選)
- ドストエーフスキー /ボロスデイン 新潮社 1925 (文豪評伝叢書)
- ポルズーンコフ ドストイェフスキイ全集 第1巻 ドストエフスキー全集刊行会 1926
- 千八百五十四年に於けるヨーロツパの事件に対して ドストイェフスキイ全集 第2巻 ドストエフスキー全集刊行会 1926
- 穢らはしき逸話 ドストイェフスキイ全集 第4巻 ドストエフスキー全集刊行会 1926
- 運命の歌 アリェクサンドル・ブロォク 新潮社 1926 (海外文学新選)
- 構成主義藝術論 評論 アリェクセイ・ガン 金星堂 1927 (社會文藝叢書)
- 裝甲列車 イワノフ 金星堂 1927 (社會文藝叢書)
- ソヰエートロシヤ詩選 村田春海共訳 マルクス書房 1929
- コムミサール /リベデインスキイ 労農ロシヤ文学叢書 マルクス書房 1929
- ソヴエート大学生の私生活 グミリヨフスキイ 世界社 1929
- 工場細胞 セミヨーノフ 鉄塔書院 1930 (ソヴエート作家叢書)
- マト〔ヴェ〕イ・コゼミヤーキンの生涯 村田春海共訳 ゴーリキイ全集 改造社 1930
- 様式と時代 構成主義建築論 エム・ヤ・ギンズブルグ マルクス主義芸術理論叢書 叢文閣 1930
- 飢 セミヨーノフ 世界プロレタリア傑作選集 平凡社 1930
- パルチザン(イワーノフ 新興文学全集 平凡社 1928
- ソヴェート・ロシヤ文学の展望 ペ・エス・コーガン 叢文閣 1930
- 芸術とはどう云ふものか 河野与一共訳 トルストイ全集 岩波書店 1931
- 文学研究の方法論 ポリヤーンスキイ 芸術書房 1931
- 芸術社会学の諸問題 ウラヂミル・マキシモーイッチ・フリーチェ 往来社 1932
- 戦争 チーホノフ 春陽堂 1934 (世界名作文庫)
- 露西亜語慣用句二〇〇〇 ウ・ゴロフシチコフ タイムス出版社 1934
- 女主人 ドストイエフスキイ全集 第1巻 三笠書房 1935
- ゲーテ論攷 叢文閣 1936
- 人間は皮膚を変へる ブルーノ・ヤセンスキイ 白揚社　1937
- 家族の記録 アクサーコフ 新世界文学全集 河出書房 1943 のち岩波文庫
- ミケランジェロ /ドミートリイ・メレジコーフスキイ 太陽出版社 1944
- トルストイ評伝 ニコライ・グーヂィ 創芸社 1946
- ユーゴスラヴィアの手帖 コンスタンチン・シーモノフ 時事通信社 1946
- 降伏なき民 タラス家の人々 ボリス・ゴルバートフ 七星書院 1946 (現代ソ聯文学選)
- 牛の子イワン ロシヤの民話集 国民図書刊行会 1948
- サルタン王のものがたり プーシュキン 大月書店 1948
- 愛の書翰 ツルゲーネフ 東峰書房 1948
- 労働人民にあたふ トルストイ 労働文化社 1948
- 芸術書簡 ツルゲーネフ 新星社 1949
- 小さい英雄 ドストエーフスキイ 小峰書店 1951 (少年少女のための世界文学選)
- モスクワを遠くはなれて 第1-2巻 ヴァ・アジャーエフ 鹿島保夫共訳　創芸社 1951
- 母 村田春海共訳 ゴーリキー選集 ナウカ社 1951
- スターリングラード /ワシリイ・グロッスマン 東峰書房 1951
- 装甲列車No.14,69 フセェウォロド・イワノフ 1952 (青木文庫)
- 若き親衛隊 ファジェーエフ 三笠書房 1952 のち青木文庫
- プーシキン 作品と生涯 デ・デ・ブラゴーイ 1953 (青木文庫)
- クリム・サムギンの生涯 第1部 ゴーリキイ 新評論社 1956
- ソ連人のみた日本人 エヌ・ミハイロフ,ゼ・コセンコ 至誠堂 1963
- すべての死につら当てに(ウラヂスラフ・チトーフ　ソヴェート文学シリーズ 理想社 1970
- テニスの技術 S.ベリツ=ゲイマン 恒星社厚生閣 1971
- ドストエーフスキイのリアリズムの独自性 ラスコーリニコフの思想と挫折 キルポーチン 啓隆閣 1971
- ドストエフスキーの個性 ロマン=研究 ボリース・ブールソフ 阿部軍治共訳 理想社 1971
- マヤコーフスキイ生活と創造 ペルツォフ 大木昭男共訳 啓隆閣 1974
- 現代ソビエト作家三人集 早春の鶴 チンギス・アイトマートフ. ショパン、ソナタ第二番 エフゲーニイ・ノーソフ. 春一番 ヴラジーミル・テンドリャコフ プログレス出版所 1980

## 参考
- 文藝年鑑1955